# Criminele rechtbank Holland
De Criminele rechtbank Holland was formeel van 1838 tot 1842 een apart rechterlijk college in Amsterdam dat voor de noordelijke helft van de provincie Holland feitelijk de functie van  provinciaal gerechtshof vervulde. Voor het zuidelijke deel van de provincie zetelde in Den Haag het provinciaal gerechtshof in Holland. Nadat in 1840 de provincie Holland ook formeel in twee provincies was verdeeld werd het provinciaal gerechtshof in Holland omgedoopt tot provinciaal gerechtshof in Zuid-Holland en de Criminele rechtbank werd het Provinciaal gerechtshof in Noord-Holland.